# Baltimora
A Baltimora egy italodisco együttes volt, melynek az 1980-as évek második felétől jelentek meg kis- és nagylemezei. A projektnek az északír származású Jimmy McShane volt az arca (1957. május 23. – 1995. március 29.), ám majdnem mindegyik dalt az olasz Maurizio Bassi írta és énekelte. (Szerzőtársa Naimy Hackett volt.) A Baltimora legnagyobb slágere a Tarzan Boy című szerzemény volt.

## Karriertörténet
A Baltimora első lemeze, a Tarzan Boy még 1984-ben megjelent, de csak a következő év nyarán lett belőle óriási sláger. A felvétel listavezető volt Hollandiában és Svédországban, 2. lett Ausztriában, a slágerlista 3. helyéig jutott az NSZK-ban és az Egyesült Királyságban, Olaszországban az 5. lett, Svájcban pedig a 4. A Tarzan Boy meglepően sikeres volt az Amerikai Egyesült Államokban is, noha ott az európai diszkózene egyébként sose volt igazán népszerű. A dal hat hónapig szerepelt a Billboard Hot 100-as listáján, ahol a 13. helyig jutott. Jimmy McShane – aki az arcát adta a Baltimora produkciójához – 1986 tavaszán fellépett az amerikai televízió Solid Gold című műsorában, ami elősegítette a lemez tengerentúli sikerét. Még 1985 végén megjelent Európában az eredetileg 6 számot tartalmazó Living in the Background című debütáló album, amelyről a Woody Boogie volt a következő kislemez. (Az album később az Egyesült Államokban is az üzletekbe került.) Ez a dal már szerényebb sikert aratott: Svédországban a 3., Olaszországban a 13., Svájcban a 15., az NSZK-ban pedig a 20. lett. Az LP címadó felvétele, a Living in the Background és a Chinese Restaurant szintén megjelentek kislemezen, de egyik sem lett nagy sláger, noha a diszkókban és a rádióállomások könnyűzenei műsoraiban gyakran játszották őket. 1987-ben immáron csak Európában megjelent a Baltimora második nagylemeze, a Survivor In Love. A címadó felvétel egy lírai szerzemény, melynek szövegét a frontember McShane írta. Az albumról csupán a Key Key Karimba ért el némi eredményt: Olaszországban a slágerlista 40. helyéig jutott. A Baltimora működése ezzel tulajdonképpen véget is ért, a későbbiekben leginkább a Tarzan Boy különböző remixei révén lehetett hallani az előadó nevét. Az 1993-as remix szintén felkerült a Billboard Hot 100-as listájára, ahol az 51. helyig jutott. A dalt felhasználták a Listerine márkanevű szájvíz reklámjában, illetve felcsendült a Tini nindzsa teknőcök III (1993) és a Beverly Hills-i nindzsa (1997) című filmekben is. Ez utóbbit McShane már nem érte meg, 1995-ben AIDS-szel összefüggő betegségben elhunyt.

## Diszkográfia

### Stúdióalbumok
| Living in the Background            | - Megjelent: 1985. szeptember 4. - Kiadó: EMI - Formátum: LP, MC, CD | 49 | 18 | 49 | - CAN: Arany |
| World Re-Mix                        | - Megjelent: 1986. - Kiadó: EMI - Format: LP, MC                     | —  | —  | —  |              |
| Survivor in Love                    | - Megjelent: 1987. - Kiadó: EMI - Format: LP, MC, CD                 | —  | —  | —  |              |
| "—" nem volt slágerlistás helyezés. |                                                                      |    |    |    |              |

### Válogatásalbum
| Cím                                 | Album Album megjelenés                                                           |
| ----------------------------------- | -------------------------------------------------------------------------------- |
| Tarzan Boy - The World of Baltimora | - Megjelenés: 2010. november 26. - Kiadó: EMI - Formátum: CD, Digitális letöltés |

### Kislemezek
| Cím                                 | Év   | Legmagasabb slágerlistás helyezés | Legmagasabb slágerlistás helyezés | Legmagasabb slágerlistás helyezés | Legmagasabb slágerlistás helyezés | Legmagasabb slágerlistás helyezés | Legmagasabb slágerlistás helyezés | Legmagasabb slágerlistás helyezés | Legmagasabb slágerlistás helyezés | Legmagasabb slágerlistás helyezés | Legmagasabb slágerlistás helyezés | Díjak, jelölések                     | Album                    |
| Cím                                 | Év   | ITA                               | AUT                               | CAN                               | FRA                               | GER                               | NDL                               | SWE                               | SWI                               | UK                                | US                                | Díjak, jelölések                     | Album                    |
| ----------------------------------- | ---- | --------------------------------- | --------------------------------- | --------------------------------- | --------------------------------- | --------------------------------- | --------------------------------- | --------------------------------- | --------------------------------- | --------------------------------- | --------------------------------- | ------------------------------------ | ------------------------ |
| "Tarzan Boy"                        | 1985 | 6                                 | 2                                 | 5                                 | 1                                 | 3                                 | 1                                 | 2                                 | 4                                 | 3                                 | 13                                | - CAN: Arany - FRA: Gold - UK: Ezüst | Living in the Background |
| "Woody Boogie"                      | 1985 | 18                                | —                                 | —                                 | —                                 | 20                                | 32                                | 4                                 | 15                                | —                                 | —                                 |                                      | Living in the Background |
| "Living in the Background"          | 1985 | —                                 | —                                 | 96                                | —                                 | —                                 | —                                 | —                                 | —                                 | —                                 | 87                                |                                      | Living in the Background |
| "Juke Box Boy"                      | 1986 | 12                                | —                                 | —                                 | —                                 | —                                 | —                                 | —                                 | —                                 | —                                 | —                                 |                                      | Living in the Background |
| "Key Key Karimba"                   | 1987 | 37                                | —                                 | —                                 | —                                 | —                                 | —                                 | —                                 | —                                 | —                                 | —                                 |                                      | Survivor in Love         |
| "Global Love" (with Linda Wesley)   | 1987 | —                                 | —                                 | —                                 | —                                 | —                                 | —                                 | —                                 | —                                 | —                                 | —                                 |                                      | Survivor in Love         |
| "Call Me in the Heart of the Night" | 1988 | —                                 | —                                 | —                                 | —                                 | —                                 | —                                 | —                                 | —                                 | —                                 | —                                 |                                      | Survivor in Love         |

### Weboldalak
- Rajongói oldal angol nyelven
- Dalszöveg: Tarzan Boy
- Dalszöveg: Woody Boogie
- Dalszöveg: Key Key Karimba
- Dalszöveg: Chinese Restaurant

### Videók
- Tarzan Boy. YouTube
- Woody Boogie. YouTube
- Juke Box Boy. YouTube